# Alfred Kappelmacher
Alfred Kappelmacher (* 14. Mai 1876 in Wien; † 28. Dezember 1932 ebenda) war ein österreichischer Klassischer Philologe.

## Leben
Nach der Gymnasialzeit studierte Kappelmacher Klassische Philologie an der Universität Wien, wo ihn besonders Friedrich Marx, Edmund Hauler und Karl Schenkl beeinflussten. Seine Promotion erreichte er 1899 mit der Dissertation Studia Iuvenalia (Juvenal-Studien), die 1903 gedruckt wurde. Ein Jahr nach seiner Promotion legte er das Examen ab und arbeitete nach Erlass des Probejahres als Gymnasiallehrer in Nikolsburg, ab 1904 in Wien. Neben dem Lehramt veröffentlichte er zahlreiche Studien zu verschiedenen Schriftstellern des nachklassischen Latein. 1918 habilitierte er sich mit der Schrift Untersuchungen zur Enzyklopädie des A. Cornelius Celsus und wurde an der Wiener Universität als Privatdozent angestellt; 1924 wurde er zum außerordentlichen Professor ernannt. Ein Jahr vor seinem Tod trat er die Nachfolge seines Lehrers Hauler als ordentlicher Professor für Klassische Philologie an.
Kappelmacher beschäftigte sich zeit seines Lebens mit der lateinischen Literatur, besonders der frühen Kaiserzeit. Er verfasste grundlegende Werke über die römische Satire, Rhetorik und Fachschriftstellerei. Sein Hauptwerk, Die Literatur der Römer bis zur Karolingerzeit, konnte er nur bis zu Tacitus vollenden. Es erschien postum 1934 in der Reihe Handbuch der Literaturwissenschaft, von seinem Kollegen Mauriz Schuster abgeschlossen.